# Jeff Duncan

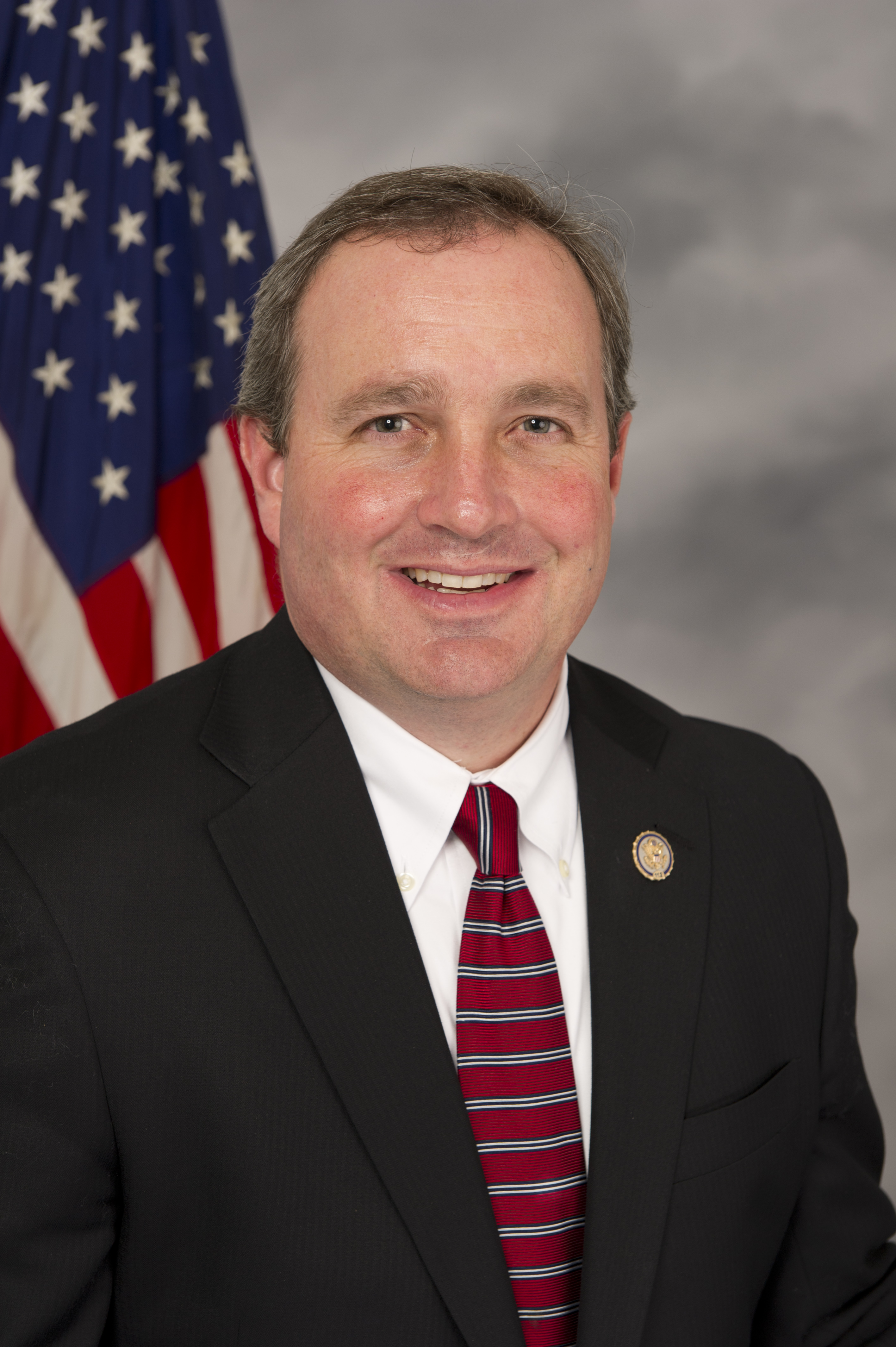
Jeff Duncan

Jeffrey D. "Jeff" Duncan, född 7 januari 1966 i Greenville, South Carolina, är en amerikansk republikansk politiker. Han representerar South Carolinas tredje kongressdistrikt i USA:s representanthus sedan 2011.
Duncan utexaminerades 1988 från Clemson University och arbetade sedan som bankir och som fastighetsmäklare.
Duncan blev invald i representanthuset i mellanårsvalet i USA 2010 med stöd från den konservativa lobbyorganisationen Club for Growth. Han efterträdde J. Gresham Barrett som kongressledamot.